# Rollan Gurgenovich Martirosov
Rollan Gurgenovich Martirosov (tiếng Nga: Ролла́н Гурге́нович Мартиро́сов, tiếng Armenia: Ռոլանդ Գուրգենի Մարտիրոսյան; 6 tháng 10 năm 1935 – 27 tháng 2 năm 2020) là một công trình sư hàng không, Anh hùng Lao động Liên bang Nga (2017). Ông là Tổng công trình sư mẫu máy bay Su-34 và có tham gia đóng góp lớn cho nhiều mẫu thiết kế máy bay khác như Su-7BKL, Su-15, T-4, Su-24, Su-24M và Su-27.

## Tiểu sử
Ông sinh ngày 6 tháng 10 năm 1935 tại Moskva .
- Năm 1959, ông tốt nghiệp Học viện Hàng không Moskva. Sau đó, ông bắt đầu sự nghiệp của mình tại Phòng thiết kế OKB-51 của Bộ Công nghiệp Hàng không Liên Xô, trong bộ phận của các dự án đầy triển vọng.
- Trong giai đoạn 1962–1963, ông đã lãnh đạo việc phát triển máy bay ném bom cất cánh thẳng đứng.
- Năm 1985, ông được bổ nhiệm làm Giám đốc kỹ thuật của các kỷ lục thế giới trên máy bay P-42, mà đỉnh cao là việc thiết lập 27 kỷ lục thế giới.
- Năm 1991, ông đảm nhiệm chức vụ thiết kế chính của máy bay ném bom tiền tuyến Su-34 (máy bay đã vượt qua các bài kiểm tra bay từ ngày 13/12/1990).
- Năm 2017, Bộ Quốc phòng Liên bang Nga đã nhận được 16 chiếc Su-34 mới; tổng số lượng của họ trong Lực lượng hàng không vũ trụ Nga là 110 máy bay.

Ông qua đời tại Moslva vào ngày 27 tháng 2 năm 2020..

## Giải thưởng
- Anh hùng Lao động Liên bang Nga (2017)
- Huân chương Hữu nghị (1999)
- Huân chương Aleksandr Nevsky (2016) [4]
- Huy hiệu Danh dự
- Nhà chế tạo máy bay danh dự của Liên Xô